# ジュエリー秋
株式会社ジュエリー秋（ジュエリーあき、英: Jewelry Aki Co.,Ltd）は東京都千代田区岩本町に本社を置く宝飾品・貴金属の製造・販売をする企業。

2015年10月に三貴の展開していた宝石販売店「ジュエリーマキ」「じゅわいよ・くちゅーるマキ」を親会社のアキインターナショナルが買収し、子会社として設立された当社が貴金属（金・プラチナ）、宝石、ジュエリーの買取・ジュエリーリフォーム、修理・オーダーメイドジュエリー・ジュエリーの販売事業を行っている。

青森・岩手・宮城・埼玉・神奈川・愛知などで事業を展開していたが、2024年12月時点では青森・岩手・愛知の3店舗のみとなっている。

## ブランド
- カメリア・ダイヤモンド
- カメリア・ヴィーナス
- ジュエリーマキ
- じゅわいよ・くちゅーるマキ※消滅

## 取扱い直営店
ジュエリーマキ 弘前店
青森県弘前市城東北3-10-1 さくら野弘前店1F
ジュエリーマキ 一関店
岩手県一関市山目字泥田89-1 イオン一関2F
ジュエリーマキ 西尾シャオ店
愛知県西尾市下町御城下23-1 おしろタウンシャオ1F